# Smíšená strava
Smíšená strava je pro člověka přirozená, protože lidé patří do skupiny všežravců. Jejím cílem je zajistit správný poměr základních živin: 50–70 % sacharidy (z toho by 5–10 % mělo byt tvořeno jednoduchými cukry), 15–20 % proteiny a 20–30 % lipidy.

## Členění potravin
Aby byla strava smíšená a pestrá, musí obsahovat různé důležité živiny, které jsou obsaženy v potravinách. Proto rozdělujeme potraviny do pěti základních skupin, z nichž by se měl určitý podíl denně objevovat:
1. Maso, masné výrobky a vejce – 10 % denní spotřeby
2. Mléko a mléčné výrobky – 15 % denní spotřeby.
3. Obiloviny a luštěniny – celodenní podíl je největší, tvoří 35 % celodenní spotřeby.
4. Zelenina, ovoce a brambory – denně kryje asi 15 % celodenní spotřeby.
5. Tuky a cukry  – denní množství nemá být velké, má tvořit asi 25 % denní spotřeby.

Strava má být plnohodnotná tj. dostačující z kvantitativního i kvalitativního hlediska. Nevyrovnanost v jednotlivých složkách potravy může být příčinou různých problémů.